# Abbo II.
Abbo II. (auch Albo II.) (* im 7. Jahrhundert; † 707) war von 697 bis 707 Bischof von Metz.

## Leben
Abbo folgte dem Heiligen Chlodulf und wurde (ungefähr am 18. Februar) 697 zum Bischof geweiht. Er starb, nachdem er zehn Jahre dem Bistum Metz vorgestanden hatte, im Jahre 707. Das Martyrologium der Metzer Kathedrale setzt seinen Tod auf den 15. April an.
Er wird als Heiliger verehrt, sein Gedenktag ist der 15. April.